# 多麻村
多麻村（たまむら）は山梨県北巨摩郡にあった村。現在の北杜市須玉町東向・須玉町小倉にあたる。

## 地理
- 山：斑山
- 河川：塩川、須玉川

## 歴史
- 1889年（明治22年）7月1日 - 町村制の施行により、東向村および豊田村の一部（大字小倉）の区域をもって発足。
- 1955年（昭和30年）3月31日 - 若神子村・穂足村・津金村と合併して須玉町が発足。同日多麻村廃止。